# Occupation romaine de la Germanie sous Auguste
Guerres romano-germaniques
Batailles
Bataille de Teutobourg
L'invasion romaine de la Germanie sous Auguste représente le point culminant des campagnes qui, en une vingtaine d'années (de 12 av. J.-C. à 9 apr. J.-C.), permirent à l'Empire romain de s'étendre au-delà du Rhin. Ces campagnes, nées de la volonté de l'empereur, constituaient une tentative de déplacer les frontières d'une limite Rhin-Danube à une limite Elbe-Danube, avec pour but de réduire la longueur des frontières septentrionales de l'Empire romain.
La tentative d'annexion définitive de cette terre sauvage, couverte de forêts et de marais, occupée par une population difficile à contrôler car résidant non dans de grands centres urbains (comme l'avaient été les Oppida celtiques durant la conquête de la Gaule par Jules César), mais au contraire dans de petites communautés de 50 à 100 habitants, échoua lorsque l'armée envoyée pour diriger la nouvelle province de Germanie, fut anéantie dans la bataille de Teutobourg, en l'an 9. 

## La guerre d'occupation

### Contexte historique
Les peuples germaniques avaient par plusieurs fois tenté de passer le Rhin, causant de graves destructions dans les provinces gauloises : en 38 av. J.-C., année au cours de laquelle les Ubiens, alliés germains des Romains, furent transférés sur le territoire de l'Empire, en 29 av. J.-C. avec une invasion par les Suèves, et en 17 av. J.-C. quand des Sicambres et leurs alliés, les Tenctères et les Usipètes, infligèrent une défaite au proconsul Marcus Lollius Paulinus et causèrent la perte des enseignes de la legio V Alaudae.
Auguste, revenant en Gaule en 16 av. J.-C. accompagné de son fils adoptif Tibère, estima venu le moment d'annexer la Germanie, comme l'avait fait son père adoptif Jules César avec la Gaule. Il désirait repousser les limites de l'Empire romain plus à l'est, du Rhin jusqu'à l'Elbe.
Les motivations étaient plus de nature stratégique qu'économique ou commerciale - il s'agissait d'un territoire marécageux et couvert de forêts sans fins. L'Elbe aurait considérablement réduit les frontières impériales, permettant une meilleure distribution et économie des forces le long de leur tracé. Cela impliquait d'opérer en parallèle depuis un front sud, pour porter les frontières de l'Illyrie au cours moyen du Danube.
Ainsi, après la mort d'Agrippa, le commandement des opérations fut confié au second fils de l'empereur, Drusus, né de son épouse Livie. Il lui revenait la tâche de soumettre la population de la Germanie tout entière.

### Forces en présence
Auguste fut en mesure de déployer une armée composée de nombreuses légions au cours de cette vingtaine d'années de guerres entre la Gaule, la Rhétie et l'Illyrie, en plus de nombreuses troupes auxiliaires. Il s'agit des légions suivantes :
- sur le front de Germanie occidentale : I Germanica, II Augusta, V Alaudae, XIIII Gemina, XVI Gallica, XVII, XVIII et XIX;
- sur le front illyrien : IX Hispana, XIII Gemina, XV Apollinaris et XX Valeria Victrix[1],[2].

### Campagnes militaires

#### Campagne de Drusus (12-9av. J.-C.)
- 12 av. J.-C. : Au cours de sa première campagne, Drusus commença par repousser une invasion des Sicambres et de leurs alliés Tenctères et Usipètes. Il pénétra en territoire germain en passant par l'île des Bataves (probablement alliés à Rome), et dévasta les terres des Usipètes et des Sicambres. Après avoir descendu le Rhin avec sa flotte vers la mer du Nord, il noua alliance avec les Frisons et envahit le territoire des Chauques, où il…

« ... faillit périr dans une incursion qu'il fit par le lac dans le pays des Chauques, le reflux de l'Océan ayant laissé ses vaisseaux à sec. Le secours des Frisiens, qui lui fournirent des troupes de terres, lui permit (on était en hiver) d'opérer sa retraite (...) »

— Dion Cassius, Histoire romaine, LIV.32

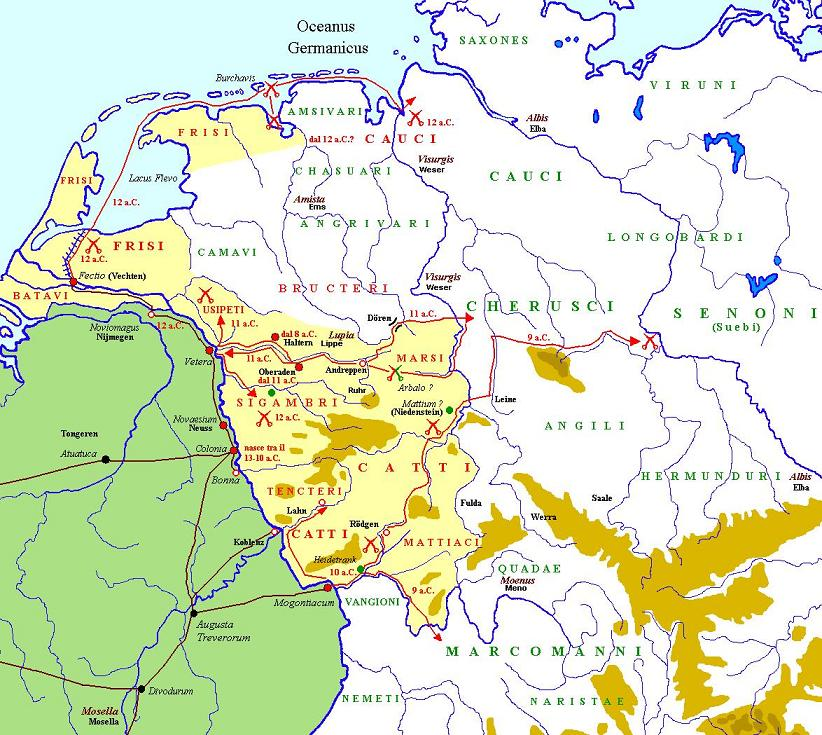
Les campagnes de Drusus en Germanie de 12 à 9 av. J.-C.

- 11 av. J.-C. : Drusus opéra plus au sud, affrontant et vainquant tout d'abord le peuple des Usipètes. Il jeta un pont sur la Lupia, l'actuel fleuve Lippe (situé face à Castra Vetera, l'actuelle Xanten aux Pays-Bas) et envahit le territoire des Sicambres (alors occupés par une guerre contre leurs voisins les Chattes), construisant quelques forteresses (parmi lesquelles Aliso ). Il entra finalement dans le territoire des Marses et des Cherusques, jusqu'au fleuve Visurgis, l'actuelle Weser. Sur la route du retour, eut lieu la bataille d'Arbalo où il fut assailli par les Germains , probablement dans les gorges étroites et les épaisses forêts du territoire des Marses. Grâce à son sang-froid et ses qualités de commandement, il évita de peu la fin tragique que connaîtrait son successeur Publius Quinctilius Varus, défait dans la bataille de Teutobourg. Pour ces succès, il reçut les ornamenta triumphalia[3].

- 10 av. J.-C. : les opérations se déroulèrent encore plus au sud, depuis le camp de légionnaires de Mogontiacum (actuelle Mayence), en premier lieu contre les Mattiaques, puis contre les Chattes, ravageant leurs terres, construisant quelques forts, parmi lesquels celui de Rodgen, et un pont à Bonna (actuelle Bonn )[4], le protégeant avec une flotte stationnée sur le Rhin (Classis Germanica)[5].

- 9 av. J.-C. : Drusus contraignit à la soumission les Marcomans (qui à la suite de ces évènements décidèrent de migrer vers la Bohème), puis la puissante tribu des Chattes et quelques populations limitrophes des Suèves (probablement les Hermondures ), ainsi que les Cherusques. Il s'avança jusqu'où aucun Romain n'était jamais parvenu, au fleuve Elbe[6]. Il mourut peu après, sous les yeux de son frère Tibère accouru à son chevet, à la suite d'une banale chute de cheval[7].

#### Campagne de Tibère (8-7av. J.-C.)
- 8-7 av. J.-C. : Tibère retourna en Germanie pour continuer la conquête inachevée de son frère Drusus, mort l'année précédente (9 av. J.-C.). En ces deux années de campagnes militaires, il parvint à consolider, en faisant en même temps appel à des actions diplomatiques, l'occupation romaine jusqu'à la Weser[8].

Il attaqua d'abord les Sicambres, en massacrant un grand nombre, et déportant 40 000 Suèves (peut-être des Marcomans) en Gaule (8 av. J.-C.). L'année suivante, il couvrit de forts et de camps de légionnaires (tels le camp romain d'Oberaden (de) et Aliso à Haltern) les territoires germains allant jusqu'à la Weser (7 av. J.-C.).

#### La province de Germanie (6av. J.-C.-3apr. J.-C.)

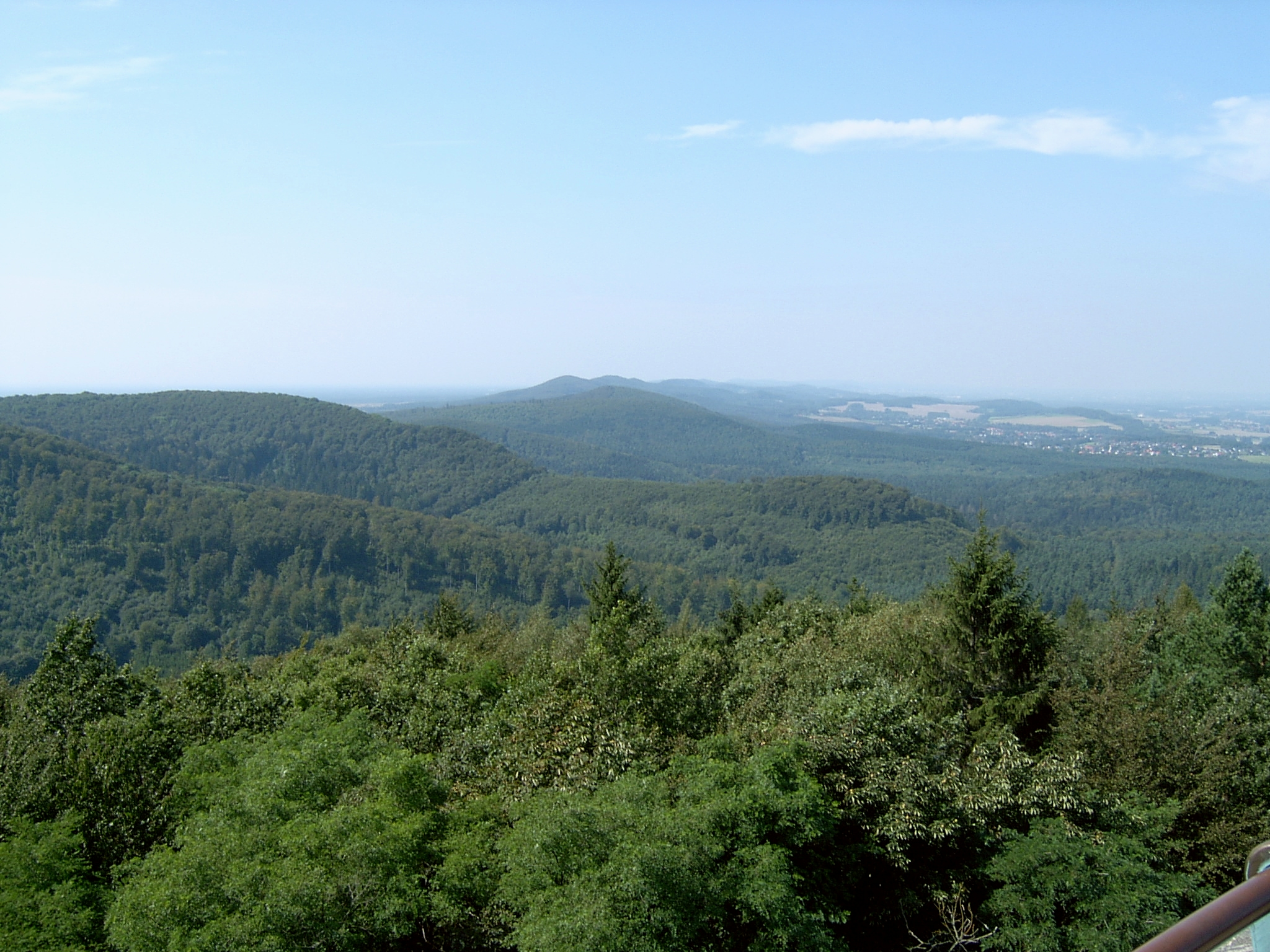
Les immenses forêts de Germanie couvraient la totalité du territoire entre le Rhin et l'Elbe

De nouvelles actions furent entreprises dans cette zone au cours des années qui suivirent (de 6 av. J.-C. à 3 apr. J.-C., après que Tibère se fut retiré volontairement en exil), par d'autres généraux d'Auguste : un gouverneur « inconnu » (que certains identifient à Gnaeus Sentius Saturninus, gouverneur de 6 à 3), Lucius Domitius Ahenobarbus de 3 à 1 av. J.-C. et Marcus Vinicius de 1 à 3.
On sait que Domitius Ahenobarbus construisit, au cours de ses campagnes, les pontes longi (des routes tracées à travers les marais) entre le Rhin et l'Ems vers 3 av. J.-C.. Il atteignit également l'Elbe avec l'armée de Rhétie. Des rares informations qui nous sont parvenues des historiens de l'époque, quelques études modernes estiment qu'il mena son armée à partir d'Augusta Vindelicorum (l'actuelle Augsbourg), traversa le Danube près de Ratisbonne, suivit le cours de la Saale (le confondant sans doute avec le haut cours de l'Elbe), et atteignit réellement l'Elbe sur son cours moyen. Là, après avoir traversé le fleuve, il éleva un autel, comme afin de délimiter la frontière de la nouvelle province de Germanie, en réponse à celui de Colonia Ubiorum situé à l'Ouest (2 av. J.-C.). Lors de son expédition, il rencontra et défit le peuple des Hermundures, qui errait à la recherche d'une terre où s'établir. Ahenobarbus les installa dans une portion de la Marcomannie, entre les Chattes, les Chérusques et les Marcomans de Bohème. Cette expédition avait comme objectif d'isoler la Bohême de Marobod sur son côté occidental, en interposant une tribu des Hermundures devenue alliés reconnaissants de l'Empire.
Ahenobarbus s'immisça dans les affaires des Chérusques (qui se trouvaient au-delà de la Weser), mais afin d'éviter une défaite sur le terrain, il se garda bien d'entreprendre de nouvelle campagne dans cette région, non encore soumise à l'autorité de Rome (1 av. J.-C.). Pour toutes ces actions militaires, il se vit récompenser des ornamenta triumphalia.
Entre l'an 1 et l'an 3, Marcus Vinicius, nommé légat pour la Gaule Chevelue, Germanie (jusqu'à la Weser) et la Rhétie occidentale, parvint à réprimer une grave révolte parmi les Germains, au premier rang desquels les Chérusques, à l'issue de quoi il reçut les Ornamenta triumphalia de Cherusciis.

#### Retour de Tibère en Germanie (4-5)

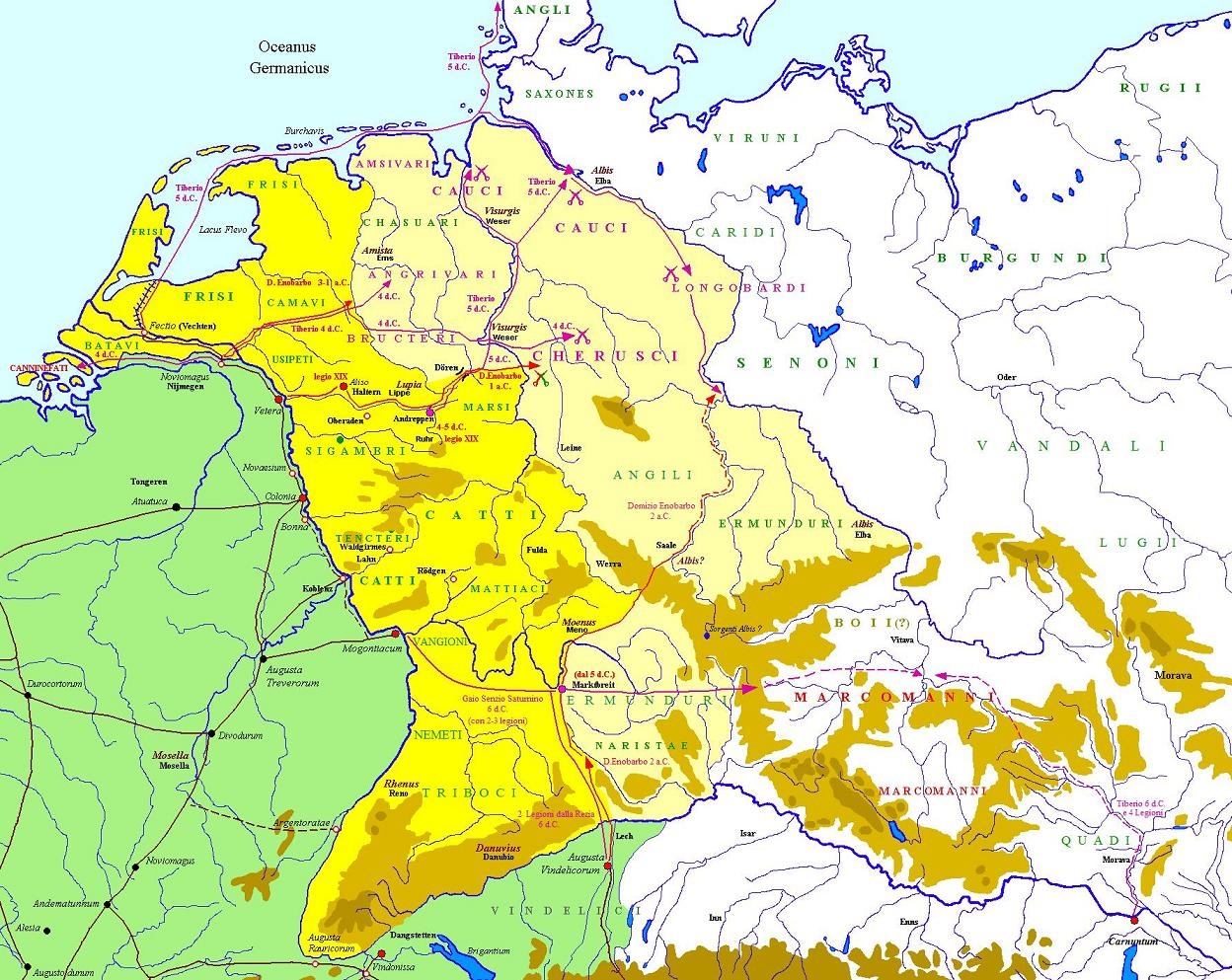
Campagnes germaniques de Domitius Ahenobarbus (3-1 a.C.), de Tibère et de son légat Caius Sentius Saturninus en 4-6, et la nouvelle province de Germania Magna.

En dix ans, la situation n'avait guère évolué, et l'objectif de porter les frontières de l'Empire sur l'Elbe paraissait toujours lointain. Auguste, ayant rappelé Tibère de son exil à Rhodes, s'employa à ce que son meilleur général reprenne les opérations là où il les avait laissées une décennie plus tôt. Il considéra que le temps était venu pour changer le statut des nouveaux territoires germaniques à peine conquis en province romaine.
- 4 : Tibère entra en Germanie et soumit les Cananefates, les Chattuares et les Bructères. Il acquit entre autres à la puissance romaine les Chérusques (peuple auquel appartenait Arminius). Mais les plans stratégiques de Tibère prévoyaient de passer le fleuve Visurgis (l'actuelle Weser) et de pénétrer plus avant. Velleius Paterculus rapporte qu'il « s'attribua toute la responsabilité de cette guerre si difficile et dangereuse, tandis que les opérations de moindre risque furent confiées à son légat, Caius Sentius Saturninus ». À la fin de l'année, il laissa près des sources du fleuve Lupia (l'actuelle Lippe), un campement de légionnaires pour l'hiver (il s'agit sans doute du site archéologique d'Anreppen)[12].

- 5 : Tibère envahit à nouveau la Germanie, opérant au-delà de la Weser, en une action conjointe entre l'armée terrestre et la flotte romaine, qui parvint à remonter l'Elbe, soumettant toutes les populations à l'ouest de ce fleuve (des Chauques aux féroces Lombards, jusqu'aux Hermundures), et réduisant ceux résidant à l'est à devenir clients de l'Empire (Semmons, Cimbres et Harudes (en)[13]). Ainsi que le raconte Velleius Paterculus :

« Furent vaincus les Langobards, le plus féroce des peuples de la féroce Germanie. En fin de compte [...] l'armée romaine avec ses insignes fut conduite à quatre-cents milles du Rhin, jusqu'au fleuve Elbe, qui traverse les terres des Semmons et des  Hermundures. »

— Velleius Paterculus, Historiae romanae ad M. Vinicium libri duo, II, 106.2.

#### Tibère et Marobod (6)
Toute la Germanie septentrionale et centrale occupée jusqu'à l'Elbe, ne restait plus que la partie méridionale, à savoir la Bohème, pour finaliser l'œuvre de conquête du pays germanique. Il était nécessaire, pour ce faire, d'annexer le puissant royaume des Marcomans de Marobod. Tibère avait planifié toutes les opérations et, en l'an 6, il lança cette campagne qui serait, croyait-il, la dernière,.
Avec une manœuvre « en tenaille », Caius Sentius Saturninus devait partir de Moguntiacum (ou du camp de légionnaires de Marktbreit, le long du Main), avec 2 ou 3 légions (sans doute les légions XVII, XVIII et XIX ou XVI Gallica) qui devaient rejoindre l'armée de Rhétie (constituée probablement de la I Germanica et de la V Alaudae).
Tibère partit, à l'inverse, du front sud-est, de Carnuntum sur le Danube, avec 4 à 5 autres légions (VIII Augusta de Pannonie, XV Apollinaris et XX Valeria Victrix d'Illyrie, XXI Rapax de Rhétie, XIII Gemina, XIIII Gemina et de Germanie supérieure et une unité inconnue), et devait s'aventurer d'abord en Moravie avant d'atteindre le cœur de la Bohème, le centre du pouvoir de Marobod.
Cinq jours avant de pouvoir se rejoindre, les armées furent arrêtées à cause d'une révolte en Pannonie et en Dalmatie.

#### Varus et Arminius (7-9)
Toutes les acquisitions territoriales effectuées en vingt ans furent compromises quand en 7 apr. J.-C. Auguste envoya en Germanie Publius Quintilius Varus, dépourvu de talents diplomatiques ou militaires, tout autant qu'ignorant du pays et de ses gens.
En l'an 9, une armée de 20 000 hommes composée de trois légions (la XVII, la XVIII et la XIX), de nombreuses unités auxiliaires (3 ailes de cavalerie et 6 cohortes d'infanterie) et de nombreux civils, furent massacrés lors de la bataille de Teutobourg par Arminius, citoyen romain d'origine germanique. Le sort voulut que Marobod ne s'alliât jamais à Arminius, et que les Germains unifiés s'arrêtassent au Rhin, où n'étaient plus postées que 2 ou 3 légions pour garder toute la province de Gaule.
Le découragement après cette déroute subite était tel que Suétone rapporte :

« on dit qu'Auguste fut tellement consterné de ce désastre, qu'il laissa croître sa barbe et ses cheveux plusieurs mois de suite, et qu'il se frappait de temps en temps la tête contre la porte, en s'écriant : " Quintilius Varus, rends-moi mes légions". L'anniversaire de cette défaite fut toujours pour lui un jour de tristesse et de deuil. »

— Suétone, Vie des douze Césars II, 23.

« ... Auguste, en apprenant la défaite de Varus, déchira ses vêtements, au rapport de plusieurs historiens, et conçut une grande douleur de la perte de son armée, et aussi parce qu'il craignait pour les Germanies et pour les Gaules, et, ce qui était le plus grave, parce qu'il se figurait voir ces nations prêtes à fondre sur l'Italie et sur Rome elle-même. »

— Dion Cassius, Histoire romaine, LVI, 23, 1.

« ... Comme il y avait à Rome un grand nombre de Gaulois et de Germains, les uns voyageant sans songer à rien, les autres servant dans les gardes prétoriennes, il craignit qu'ils ne formassent quelque complot, et il envoya les derniers dans des îles, tandis qu'à ceux qui n'avaient pas d'armes, il enjoignait de sortir de la ville..... »

— Dion Cassius, Histoire romaine, LVI, 23, 4.

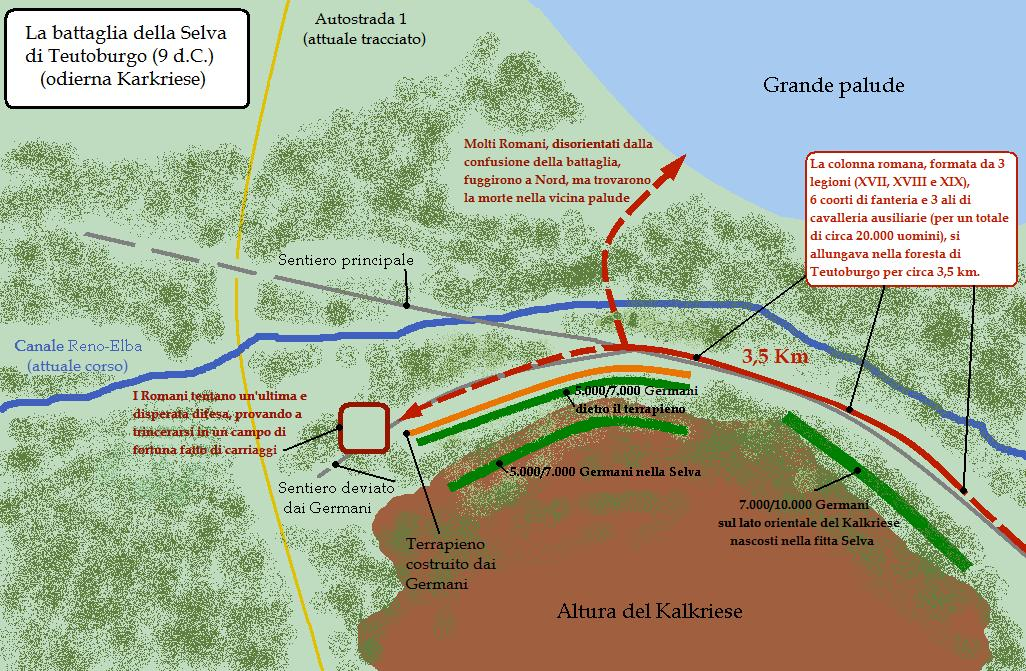
Carte de la bataille de Teutobourg, où Publius Quinctilius Varus fut tué et ses trois légions (la XVII, la XVIII et la XIX) annihilées.

De fait, Arminius, après un tel succès, aurait voulu lancer une contre-attaque, en s'alliant à l'autre grand souverain germain Marobod, roi des Marcomans, comme le raconte Velleius Paterculus :

« Les ennemis déchirèrent sauvagement le corps à demi-brûlé de Varus. Sa tête fut coupée et portée à Maroboduus qui l'envoya à Auguste. Elle reçut enfin la sépulture dans le tombeau de la famille Ouintilia... . »

— Velleius Paterculus, Histoire romaine II, 119.
Rome eut de la chance que Marobod restât fidèle au pacte conclu avec Tibère trois ans plus tôt (en l'an 6). Ce geste coûta cher au chef des Marcomans. Quelques années plus tard (en 18), Arminius, ayant rassemblé une vaste coalition de peuples germaniques, le défia sur le champ de bataille. Tibère se souvint de la fidélité de Marobod en ces temps de grande difficulté, qui avait évité que la défaite de Teutobourg ne se transforme en une nouvelle et plus destructrice encore invasion germanique (comme celle qu'avaient menée un siècle plus tôt les Cimbres et les Teutons, en 113-101 av. J.-C.), et lui accorda l'asile politique sur les terres de l'Empire (à Ravenne) une fois qu'il fut tombé en disgrâce aux yeux de son propre peuple.

## Conséquences

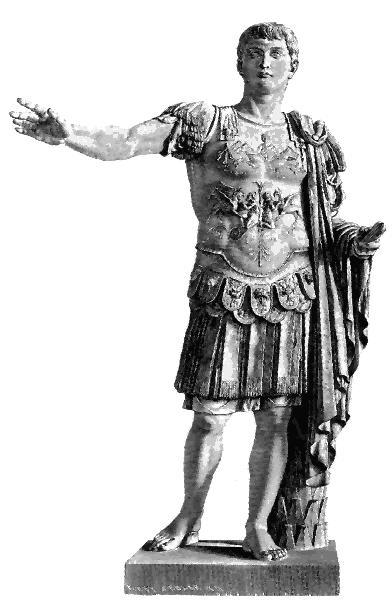
Statue de Germanicus en uniforme militaire, musée du Vatican

L'heure était à une réaction militaire immédiate et résolue de la part de l'Empire. Il devait rester inconcevable pour l'ennemi germanique de prendre suffisamment confiance pour envahir le territoire de la Gaule, voire de l'Italie, mettant en danger non seulement une province mais l'existence de Rome elle-même.
Tibère démontra une fois encore son génie militaire. Il parvint à ruiner la résolution des peuples germains victorieux à entreprendre une nouvelle grande invasion. Dans les années qui suivirent (10-11), il conduisit à nouveau l'armée de Rome au-delà du Rhin :

« ... Lorsque sa flotte et ses fantassins eurent par leurs expéditions brisé les forces ennemies, lorsqu'il eut rétabli en Gaule une situation difficile et calmé par son énergie plutôt que par le châtiment les troubles que l'irritation du peuple avait fait éclater à Vienne, Auguste son père proposa de lui accorder sur toutes les provinces et sur toutes les armées un pouvoir égal au sien, et le sénat et le peuple romain en décidèrent ainsi...  »

— Velleius Paterculus, Histoire de Rome II, 121.

« (en l'an 11) ... Tibère, avec Germanicus qui avait l'autorité proconsulaire, fit une invasion dans la Celtique, dont ils ravagèrent quelques contrées, sans néanmoins remporter de victoire dans des combats, attendu que personne n'en vint aux mains avec eux, et sans soumettre aucun peuple ; car, dans la crainte d'une nouvelle catastrophe, ils s'éloignèrent peu du Rhin (peut-être jusqu'à la Weser). »

— Dion Cassius, Histoire romaine, LVI, 25.
Toute la région entre le Rhin et l'Elbe était définitivement perdue, et même les actions menées par Tibère dans les années 10-11 ne purent regagner ce qui avait été laborieusement conquis en 20 ans de campagnes militaires. La frontière naturelle fut définitivement ramenée au Rhin, et aucun empereur ne se lança plus jamais dans une entreprise aussi difficile et dispendieuse que celle qu'Auguste avait poursuivie au cours de ces vingt années.

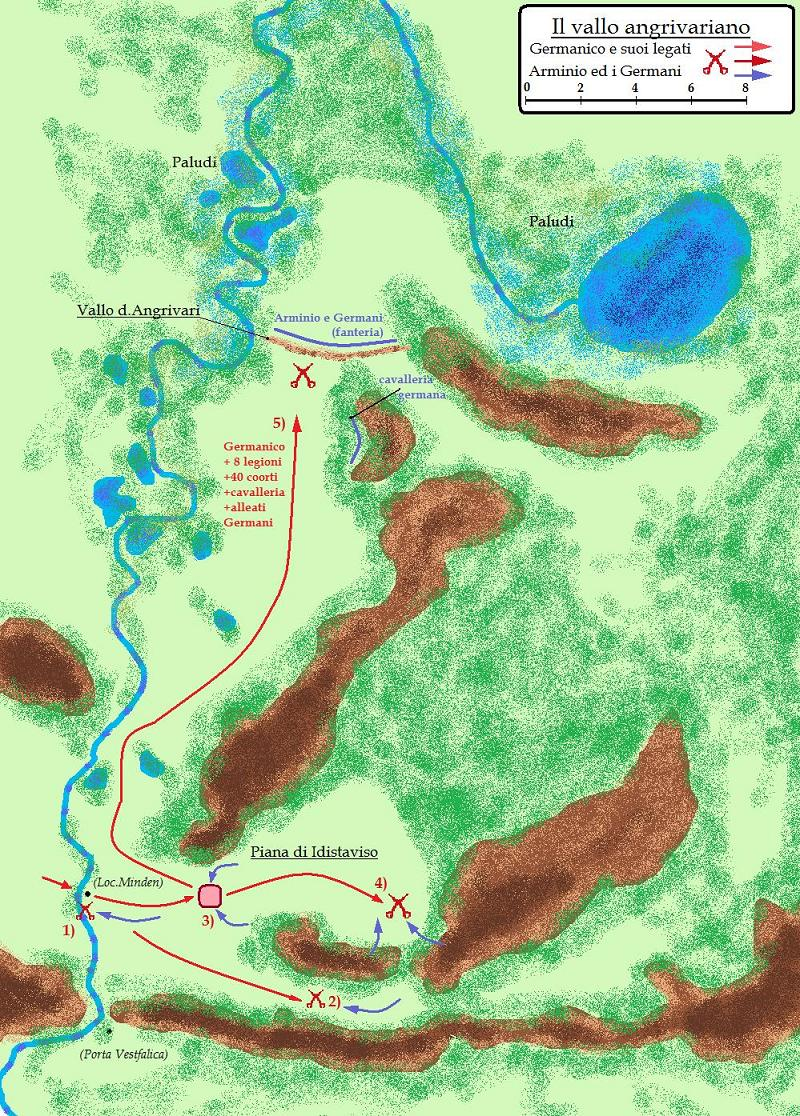
La bataille de la Weser (16 d.C.) entre Germanicus et Arminius.

Une nouvelle tentative eut lieu quelques années plus tard sous le commandement du fils de Drusus, Germanicus, vouée plus qu'autre chose à venger l'honneur de Rome (14-16 apr. J.-C.). Tibère avait en effet, malgré l'enthousiasme du jeune général, choisi de renoncer à un nouveau plan de conquête de ces territoires. Du reste, Germanicus, par ailleurs neveu de l'empereur, ne parvint pas à atteindre les objectifs militaires fixés, ne réussissant pas à abattre de manière décisive Arminius et sa coalition de peuples germains. Son lieutenant Aulus Caecina Severus faillit tomber dans une embuscade avec 3 à 4 légions, échappant de peu à un nouveau et peut-être pire désastre que celui subi par Varus dans la bataille de Teutobourg. Mais surtout, la Germanie, terre sauvage et primitive, restait un territoire inhospitalier, recouvert de marécages et de forêts, pauvre en ressources naturelles connues à l'époque et, par conséquent, peu intéressant d'un point de vue économique.
Tibère décida donc de suspendre toute activité militaire au-delà du Rhin, laissant les populations germaniques se disputer ces territoires, dans des combats fratricides. Il se contenta de nouer des alliances avec certains peuples contre d'autres, de façon à les maintenir en état continu de guerre entre eux. Il atteint au moins son objectif d'éviter d'avoir à intervenir directement et de courir le risque d'un immense désastre pour ses généraux, ainsi que de devoir mobiliser d'immenses ressources économiques et militaires, au cas où il aurait fallu stabiliser des territoires conquis entre le Rhin et l'Elbe.
Il est possible qu'une nouvelle tentative d'envahir la Germanie ait eu lieu durant le principat de Claude, frère de Germanicus, lorsqu'en l'an 47 l'expédition de Corbulon, un de ses généraux les plus compétents, fut arrêtée dans son élan, après des succès initiaux contre les Frisons et les Chauques. Il fallut attendre Domitien pour que soient acquis de nouveaux territoires, entre les hautes vallées du Rhin et du Danube, à la suite des campagnes menées par ses généraux entre 83 et 85 (dans ce qu'on nomma les Champs Décumates). Mais il ne s'agissait là que d'une petite partie des territoires qu'Auguste avait projeté d'intégrer à l'Empire romain. Jusqu'au règne de Charlemagne, 800 ans plus tard, ces terres restèrent hors de contrôle de tout pouvoir centralisé.

## Traces archéologiques de la conquête
À partir de 15 av. J.-C., en préparation des premières campagnes de Drusus, les principales bases légionnaires furent construites le long de la rive gauche du Rhin, selon un plan méthodique élaboré par Tibère, qui avait accompagné le princeps Auguste dans son voyage en Gaule : à Castra Vetera aux sources de la vallée de la Lippe et à Mogontiacum face à la vallée du Main. D'autres bases légionnaires/auxiliaires que les restes archéologiques semblent faire remonter à cette époque, furent établies à Novaesium, Noviomagus Batavorum, Dangstetten et Bonna. Lorsque commença la pénétration romaine en territoire germanique, de nouvelles bases militaires furent construites : une première à Oberaden (de) en 11 av. J.-C., le long de la route qui de Vetera suivait la Lippe et une seconde à Rödgen dans le Wetterau à partir de 11/10 av. J.-C., le long de la voie qui suivait le Main à partir de Mogontiacum.

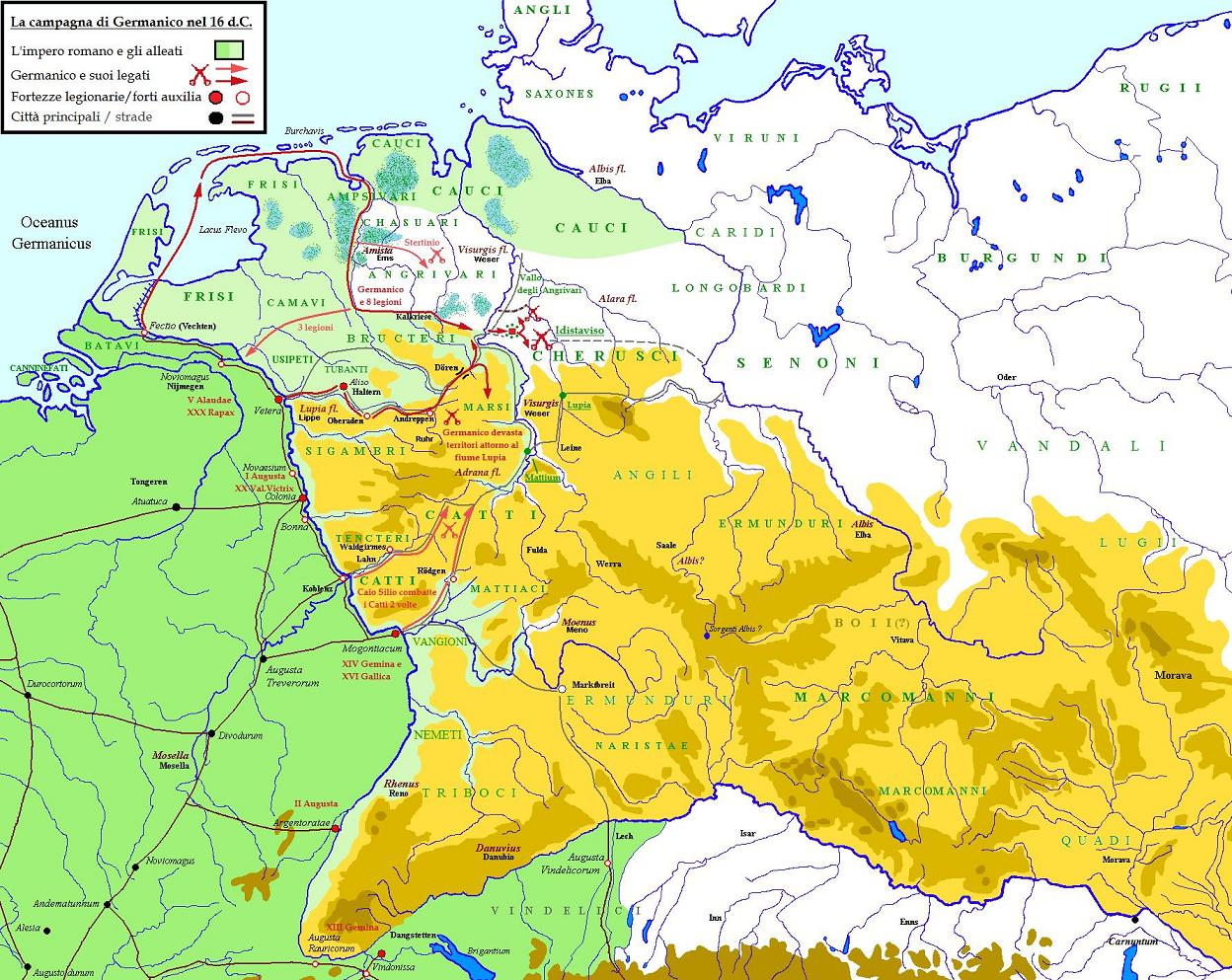
Dernière campagne de Germanicus en Germanie en l'an 16.

Les années suivirent virent l'apparition de nouveaux camps de légionnaires, auxiliaires et d'approvisionnement semi-permanent : à Haltern (l'antique Aliso), Anreppen, Holsterhausen et Beckinghausen sur le cours de la Lippe ; à Marktbreit, Dorlar, peut-être à Waldgirmes et Hedemünden sur le Main, Lahn et dans la zone des monts du Taunus; à Argentorate, Colonia Agrippina et Augusta Rauricorum le long du Rhin.
Waldgirmes présente un cas très particulier, car les fouilles ont révélé une implantation bien différente du camp romain que l'on pensait trouver. Le site romain est organisé autour d'un forum où se trouvaient d'importantes statues équestres en bronze. Étendu sur plus de 7 ha, le site était entouré de deux fossés et entièrement construit en bois à l'exception du forum central. Construit vers -4, le site de Waldgirmes fut abandonné en 9. Il pourrait témoigner de la tentative d'implanter un urbanisme monumental civil en Germanie.
D'autres témoignages, cette fois de la fin de l'occupation romaine, sont consécutifs à la bataille de Teutobourg, où près de vingt-mille soldats et civils romains perdirent la vie. Le site de la bataille est identifié près de Kalkriese par des fouilles menées à partir de 1987. On a retrouvé à cet endroit un grand nombre d'objets attestant ce terrible massacre.
Le matériel archéologique retrouvé sur le lieu de la bataille (soit une surface de 5x6 km), se compose de plus de 4 000 objets d'époque romaine :
- 3 100 pièces militaires comprenant des morceaux d'épées, de dagues, de pointes de lances et de flèches, de projectiles utilisés pour les frondes des troupes auxiliaires romaines, des flèches pour catapultes, des fragments de casques et de boucliers, un masque de parade en fer plaqué d'argent, des clous de fer utilisés pour les chaussures des légionnaires, des piolets, des faucilles, de l'habillement, de la sellerie pour les chevaux et les mules et des instruments chirurgicaux ;
- une quantité limitée d'objets féminins comme des épingles à cheveux, des broches et des barrettes témoignant de la présence de femmes suivant les colonnes de l'armée romaine en marche ;
- 1 200 pièces de monnaie, toutes frappées avant l'an 14 ;
- de nombreux fragments d'os d'humains et d'animaux (mules et chevaux) ;
- et un talus de 600 mètres de long sur 4,5 mètres de large, s'étendant à la base de la colline de Kalkriese dans la direction Est-Ouest, où les Germains se postèrent en attendant les légions et duquel ils lancèrent leur premier assaut, à l'endroit le plus étroit entre la colline et le Grand marécage (aujourd'hui une simple dépression)[24].

#### Sources primaires
- Auguste, Res Gestae Divi Augusti, 26.
- Dion Cassius, Histoire romaine, livres LIII-LIX.
- Florus, Epitome de l'histoire romaine depuis Romulus jusqu'à Auguste, II, 30, 21-30.
- Suétone, Vie des douze Césars, livres II et III.
- Tacite, Annales, I-II.
- Tacite, La Germanie.
- Velleius Paterculus, Histoire de Rome, II, 95-97; II, 104-109; II, 117-121.

#### Sources secondaires
- AAVV, Gli imperatori romani, Turin 1994.
- Cambridge Ancient History, L'impero romano da Augusto agli Antonini, Milan 1975.
- Carroll, Maureen, Romans, Celts & Germans: the german provinces of Rome, Gloucestershire & Charleston 2001.
- Werner Eck, La romanisation de la Germanie, Paris, Errance, 2007, 103 p. (ISBN 978-2-87772-366-4)
- Grant, Michael, Gli imperatori romani, Rome 1984.
- Levi, Mario Attilio, Augusto e il suo tempo, Milan 1994.
- Mazzarino, Santo, L'impero romano, vol.1, Laterza, 1976.
- Southern, Pat, Augustus, Londres-N.Y. 2001.
- Spinosa, Antonio, Augusto il grande baro, Milan 1996.
- Syme, Ronald, L'aristocrazia augustea, Milan 1993.
- Syme, Ronald, Some notes on the legions under Augustus, "JRS" 1923.
- Wells, C.M., The german policy of Augustus, Oxford University Press, 1972,  (ISBN 0-19-813162-3).
- Wells, Peter, La battaglia che fermò l'impero romano: la disfatta di Q.Varo nella Selva di Teutoburgo, Milan 2004,  (ISBN 88-428-0996-9).
- Wamser, Ludwig, Die Römer zwischen Alpen und Nordmeer, Munich 2000.

### Articles liés

#### Personnages contemporains
- Auguste, empereur romain (27 av. J.-C.-14 apr. J.-C.)
- Tibère, empereur romain (14-37)
- Drusus
- Caius Sentius Saturninus, consul en 4
- Marcus Vinicius, consul en 19 av. J.-C.
- Lucius Domitius Ahenobarbus, consul en 16 av. J.-C.
- Arminius, chef des Chérusques
- Marobod, chef des Marcomans

#### Localités contemporaines
- Germanie (province romaine)
- Anreppen (de) camp légionnaire romain
- Haltern camp légionnaire romain
- Oberaden (de) camp légionnaire romain
- Marktbreit (de) camp légionnaire romain